# 杜悰
杜悰（794年—873年），杜佑之孫，封爵邠国公，與李商隱是表兄弟，杜牧的堂兄。

## 生平
父杜式方是杜佑次子，以門蔭入仕。元和九年娶唐憲宗第十一女岐陽公主為妻，授予從四品上階的殿中少監，加封銀青光祿大夫銜。長慶五年（826年），公主隨駙馬澧州刺史杜悰居澧州三年。開成初年，入為工部尚書、判度支。會昌初年，詔拜檢校尚書右僕射同中書門下平章事。咸通年間第二度入相。游走在李宗闵、李德裕之间，《资治通鉴》称他为“宗闵党也”，宋代孫光憲又言：“无他才，未尝延接寒素，甘食窃位而已”。

## 子女
儿子
- 杜裔休，字徽之，母岐阳公主。
- 杜述休
- 杜孺休，字休之，母岐阳公主。

女儿（至少有兩女）
- 长女，杜氏，母岐阳公主[3]
- 次女，杜氏，母岐阳公主

## 其他
唐朝詩人賈島有「上杜駙馬」詩：
玉山突兀壓乾坤，出得朱門入戟門。妻是九重天子女，身為一品令公孫。

鴦鴛殿裏參皇后，龍鳳堂前賀至尊。今日澧陽非久駐，佇為霖雨拜新恩。